# Teatr Żydowski w Warszawie

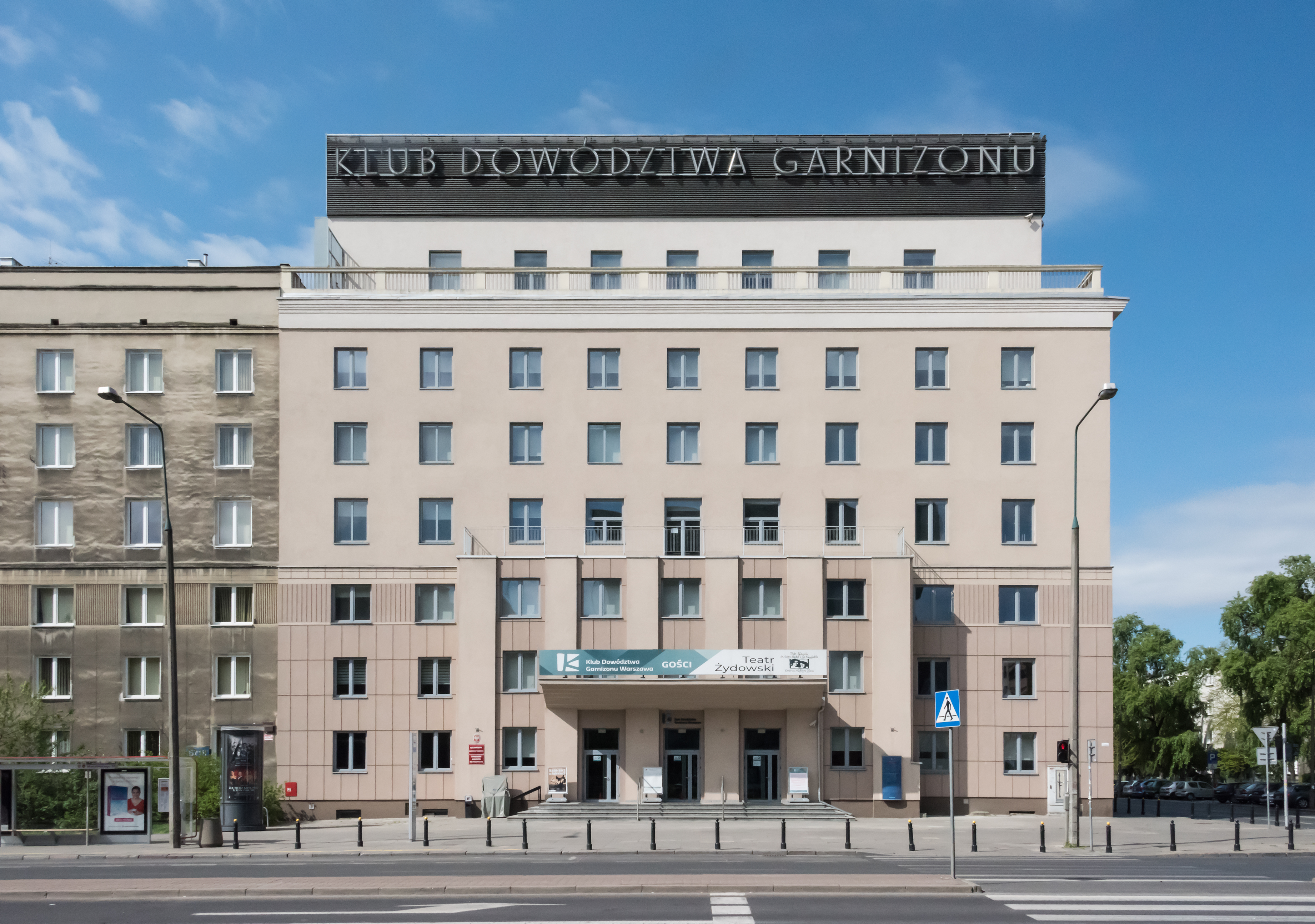
Klub Dowództwa Garnizonu Warszawa w al. Niepodległości 141a, z którego sali korzysta Teatr Żydowski

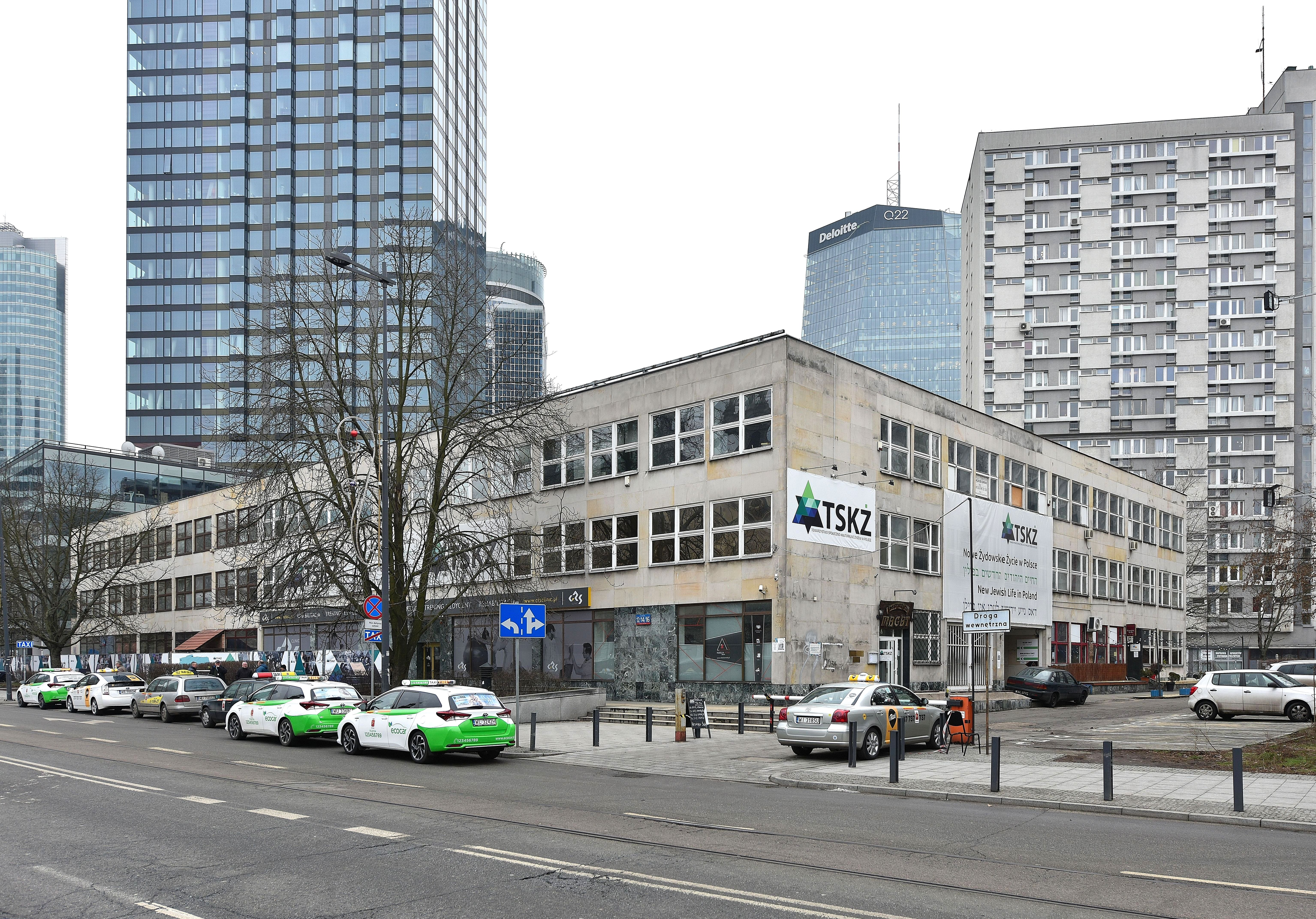
Nieistniejący budynek przy placu Grzybowskim 12/16, w którym w latach 1970–2016 mieścił się Teatr Żydowski

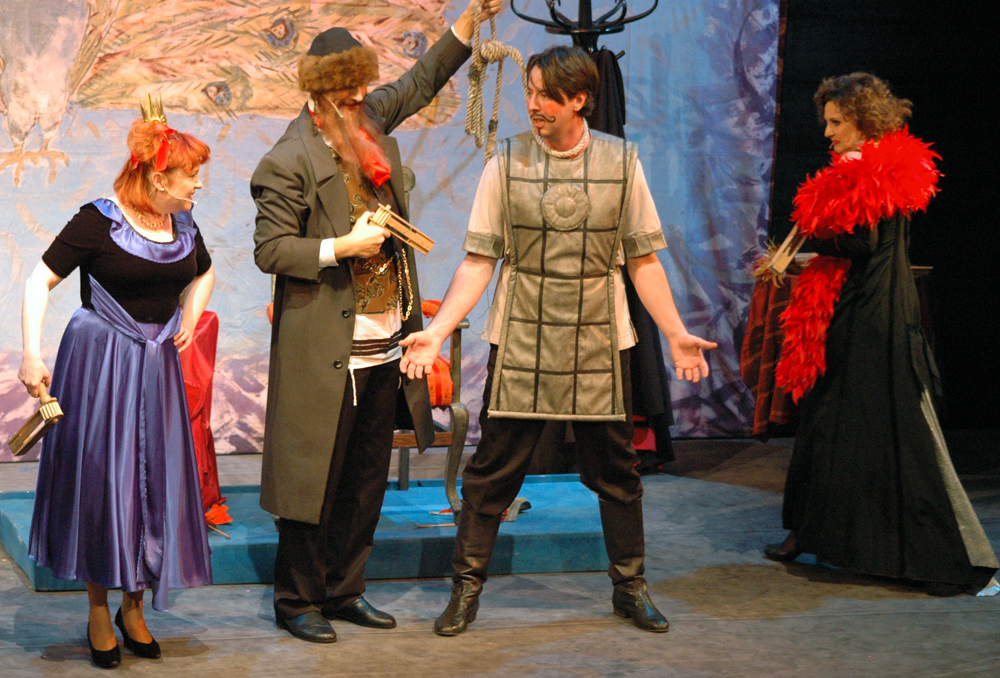
Przedstawienie z okazji święta Purim w Teatrze Żydowskim w Warszawie, marzec 2009

Teatr Żydowski im. Estery Rachel i Idy Kamińskich w Warszawie – Centrum Kultury Jidysz – teatr znajdujący się przy ul. Senatorskiej 35 w Warszawie, wystawiający sztuki w językach jidysz i polskim. Korzysta ze sceny Klubu Dowództwa Garnizonu Warszawa w al. Niepodległości 141a.
Jest jedynym współcześnie działającym teatrem żydowskim w Polsce i jednym z dwóch w Europie (obok Państwowego Teatru Żydowskiego w Bukareszcie) stałym teatrem wystawiającym sztuki w języku jidysz.

## Historia
Teatr powstał w 1950 z połączenia dwóch teatrów żydowskich: Dolnośląskiego Teatru Żydowskiego we Wrocławiu oraz Teatru Żydowskiego w Łodzi. Początkowo grał w obu tych miastach oraz gościnnie na scenach w całej Polsce. W 1955 przeniósł się na stałe do Warszawy.
Teatr nosi imię żydowskiej aktorki Estery Rachel Kamińskiej oraz jej córki Idy Kamińskiej, aktorki i reżyserki, która kierowała teatrem do 1968. Po wydarzeniach marcowych Ida Kamińska wraz z częścią zespołu opuściła Polskę, jednak teatr przetrwał polityczne zawirowania. W latach 1968–1969 jego dyrektorem był Juliusz Berger, a od 1970 do lipca 2014 – Szymon Szurmiej. Od 2014 dyrektorką placówki jest Gołda Tencer.
Teatr wystawia sztuki w języku jidysz i języku polskim. W czasie przedstawień w jidysz widzowie mogą korzystać ze słuchawek z tłumaczeniem na język polski.
W teatrze realizowany był serial komediowy (sitcom) emitowany przez telewizję Polsat – Miodowe lata.
Od lipca 2012 w strukturze Teatru Żydowskiego działa Centrum Kultury Jidysz.

## Siedziba
W Warszawie teatr mieścił się w gmachu niezachowanego pawilonu Instytutu Propagandy Sztuki przy ul. Królewskiej 13.
Nową siedzibę teatru wzniesiono w latach 1966–1967 według projektu Władysława Jotkiewicza. Szkice koncepcyjne budynku wykonał w 1964 Bohdan Pniewski. Teatr przeniósł się tam w 1970. Zainaugurował działalność w nowym miejscu 5 grudnia 1970 premierą Dziejów Tewji Mleczarza Szolema Alejchema w nowej inscenizacji Chewela Buzgana (reżysera i odtwórcy roli tytułowej), połączoną z obchodami jego 50-lecia pracy artystycznej.
Na widowni o dobrej widzialności i akustyce znajdowało się 375 miejsc. Scena miała 14 m głębokości, 15 m szerokości i 10 m wysokości.
Właścicielem budynku było Towarzystwo Społeczno-Kulturalne Żydów w Polsce, które wraz z działką otrzymało go od American Jewish Joint Distribution Committee. W 2015 budynek teatru został sprzedany przez Towarzystwo Społeczno-Kulturalne Żydów w Polsce spółce Ghelamco, który w jego miejscu ma wybudować biurowiec z nową siedzibą teatru z widownią na 350 miejsc. W maju 2016 na wniosek nowego właściciela powiatowy inspektor nadzoru budowlanego wydał decyzję o zamknięciu części budynku, w której mieści się teatr, w związku z jego złym stanem technicznym. Została ona uchylona przez wojewódzkiego inspektora nadzoru budowlanego, jednak w związku z ogrodzeniem budynku przez Ghelamco ostatnie przedstawienia w sezonie 2015/2016 Teatr Żydowski zagrał na placu Grzybowskim. Po zamknięciu budynku teatr przeprowadził się na ul. Senatorską 35, a część spektakli jest wystawiana w budynku Klubu Dowództwa Garnizonu Warszawa w al. Niepodległości 141a. Budynek przy placu Grzybowskim został zburzony w 2017.
Docelową siedzibą Teatru Żydowskiego miała być kamienica Wolanowskiego przy ul. Próżnej 14. Według wstępnych planów scena zostałaby dobudowana do budynku od strony podwórza. W 2018 Rada m.st. Warszawy przyznała na adaptację kamienicy na siedzibę teatru kwotę 150 mln zł, która została wpisana do wieloletniej perspektywy finansowej. Plany adaptacji zabytkowej kamienicy na cele teatralne okazały się być jednak zbyt skomplikowane. Nową siedzibą teatru ma być dawna siedziba Sceny na Woli im. Tadeusza Łomnickiego Teatru Dramatycznego m.st. Warszawy przy ul. Kasprzaka 22.

## Aktorzy
Z teatrem było i jest związanych wielu aktorów:
- Rywa Buzgan, Noemi Jungbach, Ida Kamińska, Ruth Kamińska, Estera Kowalska, Ruth Kowalska, Halina Lercher, Danuta Morel, Czesława Rajfer, Zofia Rajfer, Stefania Staszewska, Lena Szurmiej, Etel Szyc, Gołda Tencer.
- Juliusz Berger, Mieczysław Bram, Chewel Buzgan, Seweryn Dalecki, Izaak Dogim, Piotr Erlich, Leon Garbarski, Karol Latowicz, Herman Lercher, Marian Melman, Abraham Morewski, Henryk Rajfer, Jack Recknitz, Józef Retik, Samuel Rettig, Abraham Rozenbaum, Barbara Szeliga, Jan Szurmiej, Szymon Szurmiej, Michał Szwejlich, Zygmunt Turkow.